# Гарфилд (округ, Колорадо)
Га́рфилд (англ. Garfield County) — округ в штате Колорадо, США. Официально образован в 1883 году. По состоянию на 2010 год, численность населения составляла 56 389 человека.

## География
По данным Бюро переписи США, общая площадь округа равняется 7 656,048 км2, из которых 771,821 км2 суша и 8,300 км2 или 0,300 % это водоёмы.

## Население
По данным переписи населения 2000 года в округе проживает 43 791 жителей в составе 16 229 домашних хозяйств и 11 279 семей. Плотность населения составляет 6,00 человек на км2. На территории округа насчитывается 17 336 жилых строений, при плотности застройки около 2,00-х строений на км2. Расовый состав населения: белые — 89,96 %, афроамериканцы — 0,45 %, коренные американцы (индейцы) — 0,71 %, азиаты — 0,44 %, гавайцы — 0,08 %, представители других рас — 6,53 %, представители двух или более рас — 1,84 %. Испаноязычные составляли 16,67 % населения независимо от расы.
В составе 37,20 % из общего числа домашних хозяйств проживают дети в возрасте до 18 лет, 57,60 % домашних хозяйств представляют собой супружеские пары проживающие вместе, 7,80 % домашних хозяйств представляют собой одиноких женщин без супруга, 30,50 % домашних хозяйств не имеют отношения к семьям, 22,80 % домашних хозяйств состоят из одного человека, 6,30 % домашних хозяйств состоят из престарелых (65 лет и старше), проживающих в одиночестве. Средний размер домашнего хозяйства составляет 2,65 человека, и средний размер семьи 3,11 человека.
Возрастной состав округа: 27,10 % моложе 18 лет, 9,00 % от 18 до 24, 33,00 % от 25 до 44, 22,10 % от 45 до 64 и 22,10 % от 65 и старше. Средний возраст жителя округа 34 лет. На каждые 100 женщин приходится 105,60 мужчин. На каждые 100 женщин старше 18 лет приходится 105,00 мужчин.
Средний доход на домохозяйство в округе составлял 47 016 USD, на семью — 53 840 USD. Среднестатистический заработок мужчины был 37 554 USD против 27 280 USD] для женщины. Доход на душу населения составлял 21 341 USD. Около 4,60 % семей и 7,50 % общего населения находились ниже черты бедности, в том числе — 8,10 % молодёжи (тех, кому ещё не исполнилось 18 лет) и 5,50 % тех, кому было уже больше 65 лет.